# Gračanica (Kosovo)
Gračanica (serbisch-kyrillisch Грачаница, albanisch Graçanica oder auch Graçanicë) ist eine Landstadt und Amtssitz der gleichnamigen Gemeinde im Kosovo, unweit der Hauptstadt Pristina.
Das serbisch-orthodoxe Kloster Gračanica gehört zu den bekanntesten Sehenswürdigkeiten Kosovos und zählt seit 2006 zum UNESCO-Weltkulturerbe.

## Name
Der Ortsname ist abgeleitet vom Fluss Graçanka (serbisch Gračanka), der den Ort durchfließt. Dieser wiederum geht zurück auf die slawische Bezeichnung *Gradьčanska rěka, was in etwa mit „Städtischer Fluss“/„Fluss an der Stadt“ zu übersetzen ist (von slawisch gradec „Stadt“, „kleine Burg“ und rěka „Fluss“) und sich auf die Lage nahe beziehungsweise an den Ruinen der antiken Stadt Ulpiana bezieht.

## Geschichte
Die erste Erwähnung des Ortes erfolgt 1303 als Grazaniza in einem Brief von Papst Benedikt XI. an den Erzbischof von Bar Marin, womit allerdings die Pfarrei von Janjeva gemeint war: Diese Verwechslung kam dadurch zustande, dass sich Häuser katholischer Bergleute unmittelbar bei Gračanica, an der Mündung des Flusses Kizhnica in die Graçanka, befanden.
1310 oder 1311 – nach anderen Quellen 1321 – wird während der Herrschaft des serbischen Königs Stefan Uroš II. Milutin das Kloster Gračanica fertiggestellt. Mit der Eroberung der Region durch die Osmanen und den hiermit verbundenen Schlachten Ende des 14. sowie Anfang des 15. Jahrhunderts beginnt der Verfall des Klosters und seiner Bedeutung. Bei Einfall der österreichischen Armee im Kosovo 1689 im Rahmen des Großen Türkenkrieges galt Gračanica wohl bereits als verlassen, spätestens aber im Jahre 1737 war der Ort wüst.
1840 ließen sich in Gračanica Albaner nieder, die das Dorf jedoch nach etwa 30 Jahren wieder verließen und nach Mramor übersiedelten. Erst danach beginnt der Zuzug von Serben in die Ortschaft.
Am serbisch-orthodoxen Gottesdienst des Klosters Gračanica nahmen in dieser Zeit, als es im Ort selbst keine Serben gab, die Serben aus den umliegenden Dörfern teil. Nichtsdestotrotz gab es in den 1850er Jahren in Gračanica eine serbische Schule (zunächst als Klosterschule, 1872 oder 1874 wurde eine weltliche Grundschule eröffnet) und zu Beginn der 1860er Jahre wurde eine neue Kapelle errichtet. In den 1880ern galt die Schule Gračanicas als eine der besten im ländlichen Raum.

## Bevölkerung

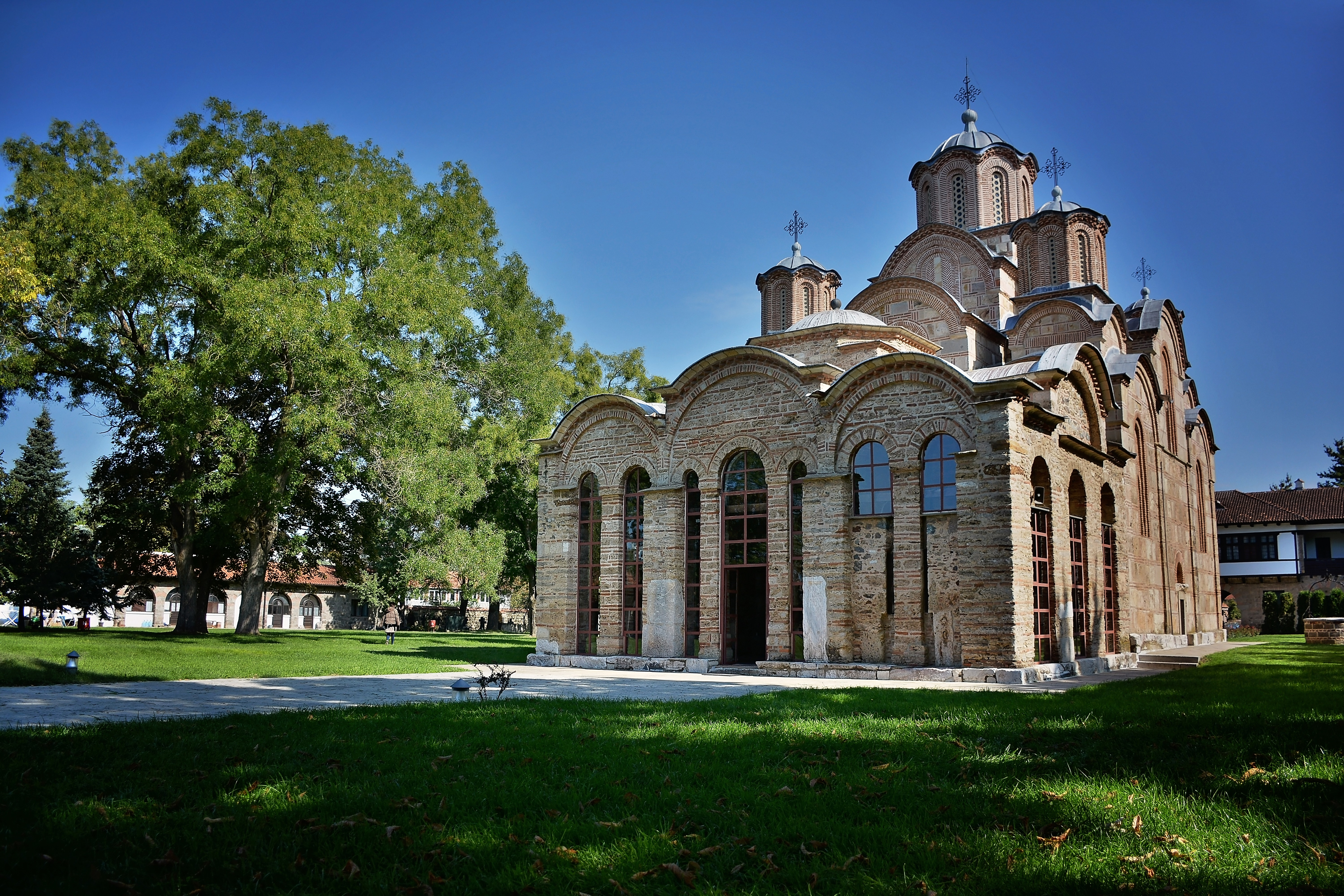
Das serbisch-orthodoxe Kloster Gračanica

Gemäß Volkszählung 2024 leben im Ort Gračanica 18,486 Personen. Größte Ethnie bilden die Albaner mit 8,623 Personen (46.65 %), gefolgt von den Serben (8,560 (46.31%)), Roma (909 (4.92%)) und Aschkali (133 (0.72%)).
| Census    | 1948 | 1953 | 1961 | 1971 | 1981 | 1991 | 2011 |
| --------- | ---- | ---- | ---- | ---- | ---- | ---- | ---- |
| Einwohner | 1087 | 1240 | 1891 | 3478 | 4537 | 4739 | 2686 |

## Wirtschaft

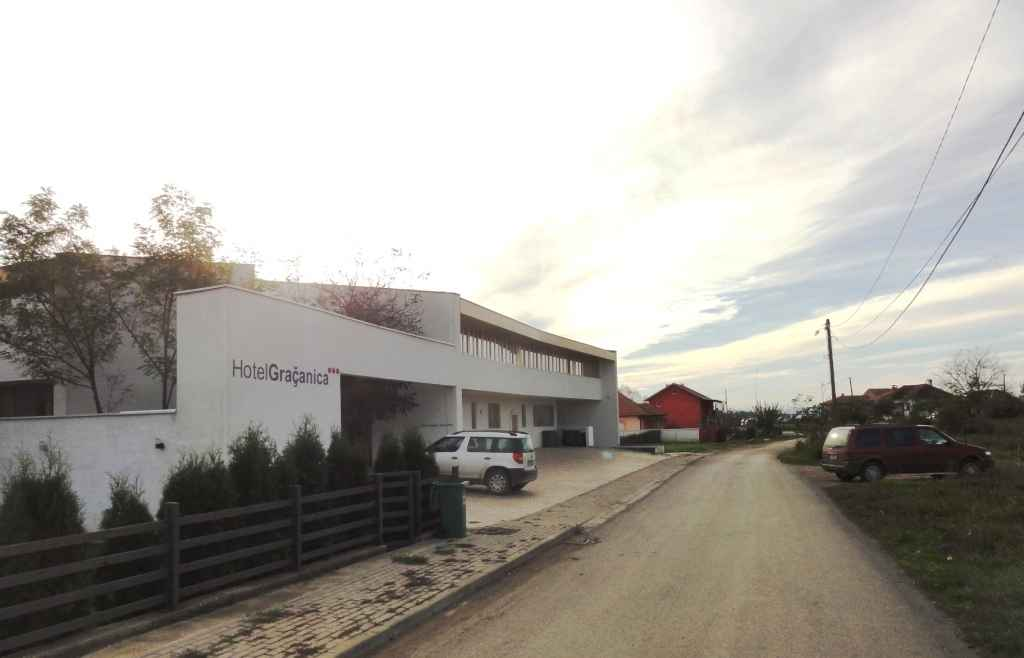
Fassade des „Hotel Gracanica“

Die Wirtschaft basiert hauptsächlich auf Kleinhandel und Landwirtschaft. Der ehemalige Schweizer Diplomat Andreas Wormser betreibt in Gračanica seit April 2013 das „Hotel Gracanica“ (in der Eigenschreibweise werden ç und č zu einem Buchstaben fusioniert), dessen Geschäftsführer Roma sind. Die Eröffnung des Hotels führte zu einem erheblichen Medienecho.